# Белая (приток Вятки)
Бе́лая — река в Кировской области и Республике Удмуртии России, правый приток Вятки (бассейн Волги). Устье реки находится в 1222 км по правому берегу реки Вятки. Длина реки составляет 96 км, площадь бассейна — 782 км².
Берёт исток на Верхнекамской возвышенности в Омутнинском районе Кировской области близ границы с Удмуртией. В верховьях течёт на юго-запад, заходит на территорию Глазовского района Удмуртии, затем поворачивает на запад и северо-запад и возвращается на территорию Кировской области. Среднее и нижнее течение реки довольно извилисто, заболочено и богато старицами. В нижнем течении течёт параллельно Вятке на расстоянии 3-5 километров к востоку от неё.
В Кировской области на реке и вблизи от неё находятся посёлок Белорецк; деревни Хробысты, Шумайловцы, Платоновцы, Вороны, Кочкино, Шумайлово и ряд нежилых.
Ширина — от 12 м в верхнем течении до 20 м в низовьях. Глубина примерно 0,7-0,9 м. В верхнем течении дно покрыто водорослями, а ближе к устью — песчаное. Скорость варьирует от 0,3 до 0,4 м/с.
Впадает в Вятку восточнее посёлка Белореченск (центр Белореченского сельского поселения)

## Притоки
(км от устья)
- река Запольская (лв)
- 16 км: река Залазна (пр)
- 58 км: река Плетенёвка (пр)
- 64 км: река Каменная (пр)
- река Хробыстовка (лв)
- река Усовка (пр)
- река Ольховка (лв)
- река Чажанка (лв)
- река Лужиха (пр)

## Данные водного реестра
По данным государственного водного реестра России относится к Камскому бассейновому округу, водохозяйственный участок реки — Вятка от истока до города Киров, без реки Чепца, речной подбассейн реки — Вятка. Речной бассейн реки — Кама.
Код объекта в государственном водном реестре — 10010300212111100029904.